# Municipio de Turtle Lake (Dakota del Norte)
El municipio de Turtle Lake (en inglés: Turtle Lake Township) es un municipio ubicado en el condado de McLean en el estado estadounidense de Dakota del Norte. En el año 2010 tenía una población de 43 habitantes y una densidad poblacional de 0,46 personas por km².

## Geografía
El municipio de Turtle Lake se encuentra ubicado en las coordenadas 47°32′55″N 100°59′9″O / 47.54861, -100.98583. Según la Oficina del Censo de los Estados Unidos, el municipio tiene una superficie total de 93.14 km², de la cual 88 km² corresponden a tierra firme y (5,51 %) 5,13 km² es agua.

## Demografía
Según el censo de 2010, había 43 personas residiendo en el municipio de Turtle Lake. La densidad de población era de 0,46 hab./km². De los 43 habitantes, el municipio de Turtle Lake estaba compuesto por el 100 % blancos. Del total de la población el 2,33 % eran hispanos o latinos de cualquier raza.